# Wyspa Mitkowa
Wyspa Mitkowa (ang. Mitkof Island) – wyspa na Oceanie Spokojnym, w Archipelagu Aleksandra, w południowo-wschodniej części stanu Alaska (Stany Zjednoczone), w okręgu administracyjnym Petersburg.
Wyspa jest górzysta, jej najwyższy szczyt, Crystal Mountain, wznosi się 1011 m n.p.m. Większa część wyspy znajduje się w obrębie lasu narodowego Tongass. Jedyną miejscowością jest Petersburg, położony w północnej części wyspy. W jego sąsiedztwie znajduje jest lotnisko.
Na zachodzie Wyspa Mitkowa oddzielona jest wąską cieśniną Wrangell Narrows od Wyspy Kuprejanowa i mniejszej Woewodski Island. Na południu cieśnina Sumner Strait oddziela ją od Wyspy Zaremby, a na wschodzie cieśnina Frederick Sound od kontynentu północnoamerykańskiego.
Nazwa wyspy upamiętnia rosyjskiego kapitana Prokofija Mitkowa, odnotowana została na rosyjskich mapach hydrograficznych z 1848 roku.